# Archieparquía de Cesarea en Capadocia de los greco-melquitas
La archieparquía titular de Cesarea en Capadocia de los greco-melquitas (en latín: Archieparchia Adanensis Graecorum Melkitarum) es una archieparquía titular de la Iglesia católica conferida a miembros de la Iglesia greco-melquita católica. Corresponde a una antigua arquidiócesis del patriarcado de Constantinopla cuya sede estaba en la ciudad de Kayseri en la actual Turquía. 

## Historia
Cesarea en Capadocia o Cesarea Mazaca, que corresponde a la actual Kayseri en la región de Anatolia Central en Turquía, fue la capital de la provincia romana de Capadocia. Su primer obispo habría sido Primiano (o Longino), sucedido por Teocrito I en la segunda mitad del siglo II. Fue destruida por el rey persa Sapor I después de la derrota del emperador romano Valeriano en 260.
El Vetus Martyrologium Romanum recuerda a muchos mártires y santos de Cesarea. Entre ellos estaban los obispos Basilio Magno, Leoncio y Lucio, y los mártires Dorotea, Juliano, Sergio, Longino, Eupsiquio, Poliucto, Víctor y Donato, Jacinto, Macrina, Julita, Teodoto, Rufina y Ammiano.
El Concilio de Nicea I en 325 aprobó la ya existente organización eclesiástica según la cual el obispo de la capital de una provincia romana (el obispo metropolitano) tenía cierta autoridad sobre los otros obispos de la provincia (sufragáneos), utilizando por primera vez en sus cánones 4 y 6 el nombre metropolitano. Quedó así reconocido el metropolitanato de Cesarea en la provincia romana de Capadocia. El canon 6 reconoció las antiguas costumbres de jurisdicción de los obispos de Alejandría, Roma y Antioquía sobre sus provincias, aunque no mencionó a Cesarea, su metropolitano también encabezaba de la misma manera a los obispos de la diócesis civil de Capadocia como exarca del Ponto.
En 325 Cesarea pasó a ser un metropolitanato con primacía honoraria sobre los metropolitanatos del Ponto: Nicomedia, Gangra, Ancyra, Amasya, Neocesarea y Sebastia. Posteriormente se le agregaron los de Claudiópolis, (separado de Gangra), Pessinou (separado de Ancyra), Tyana (separado de Cesarea), Melitini (separado de Cesarea). El canon 28 del Concilio de Calcedonia en 451 pasó al patriarca de Constantinopla las prerrogativas del exarca del Ponto, por lo que el metropolitanato de Cesarea pasó a ser parte del patriarcado.
Cuando el rey Tiridates III designó a Gregorio I el Iluminador como primer catolicós del Reino de Armenia, lo envió en 302 a recibir la consagración episcopal de manos del arzobispo Leoncio de Cesarea de Capadocia, por lo que la Iglesia armenia dependió inicialmente de esa sede. Teodoro Askida fue el primer obispo monofisita de Cesarea en Capadocia entre 538 y 550, cuando fue depuesto. 
La Notitia Episcopatuum del pseudo-Epifanio, compuesta durante el reinado del emperador Heraclio I en circa 640, atribuye cinco diócesis sufragáneas a Cesarea: Thermae Basilicae, Nissa, Teodosiópolis de Armenia, Camuliana y Ciscisso. La posterior Notitia de principios del siglo X atribuye 15 sufragáneas a Cesarea. Además de los cinco de tres siglos anteriores, están las diócesis de Lasmendo, Evaisso, Severiade, Arata, Epolia, Aragene, Sobeso, San Procopio, Zamando y Sirica. En todas las Notitiae, Cesarea recibe el segundo lugar entre las sedes metropolitanas del patriarcado de Constantinopla, precedida solo por Constantinopla misma, y sus arzobispos recibieron el título de protothronos, que significa de la primera sede (después de la de Constantinopla). Más de 50 arzobispos de la sede del primer milenio son conocidos por su nombre. 
El general árabe (y más tarde el primer califa omeya) Muawiya ibn Abi Sufyán invadió Capadocia y tomó Cesarea de los bizantinos temporalmente en 647. En 1054 se produjo el Cisma de Oriente y los arzobispos de Cesarea quedaron dentro de la Iglesia ortodoxa de Constantinopla.
Circa 1075 Cesarea fue capturada por los turcos selyúcidas, la ciudad fue renombrada Kayseri y demolida y su población fue masacrada. Como resultado, la ciudad permaneció deshabitada durante el próximo medio siglo. Los danisméndidas capturaron el área en 1092 y reconstruyeron la ciudad en 1134. En 1169 que cayó en manos del Sultanato de Rum hasta la ocupación mongola de 1243. Reconstruida entre los siglos XIII y XVI, Kayseri fue gobernada sucesivamente por los erétnidas hasta que pasó a manos del Imperio otomano en 1397. Sufrió la invasión de Tamerlán, quien la entregó al Beylicato de Karaman en 1403. En 1419 fue conquistada por los mamelucos y los otomanos la recapturaron en 1468.

### Sede titular
Una sede titular católica es una diócesis que ha cesado de tener un territorio definido bajo el gobierno de un obispo y que hoy existe únicamente en su título. Continúa siendo asignada a un obispo, quien no es un obispo diocesano ordinario, pues no tiene ninguna jurisdicción sobre el territorio de la diócesis, sino que es un oficial de la Santa Sede, un obispo auxiliar, o la cabeza de una jurisdicción que es equivalente a una diócesis bajo el derecho canónico.
La archieparquía titular de Cesarea en Capadocia de los greco-melquitas fue conferida por primera vez por la Santa Sede el 13 de octubre de 1980 al obispo Michel Hakim, B.S..
Existe además la arquidiócesis titular latina de Cesarea en Capadocia, la eparquía titular de Cesarea en Capadocia de los armenios y la metrópolis de la Iglesia ortodoxa de Constantinopla (que fue residencial hasta 1923).

## Cronología de los obispos

### Obispos de la sede residencial
- Primiano (o Longino) † (obispo legendario)
- Teocrito I † (segunda mitad del siglo II)
- Alessandro † (170-211)
- San Firmiliano † (circa 235-circa 269 falleció)
- San Leoncio I † (mencionado en 285)[7]
- Agricola ? † (mencionado en 314)[8]
- Eusebio I † (315-320)
- San Leonzio II † mencionado en 325)[7]
- Eusebio II † (mencionado en 335)
- Dianio I † (mencionado en 336)
- Eusebio III † (mencionado en 340)
- Eulalio †
- Ermogene † (?-341 falleció)
- Dianio II † (341-362 falleció)
- Eusebio IV † (362-370 falleció)
- San Basilio I † (370-1 de enero de 379 falleció)
- Eraclide † (379-380)
- Elladio † (380-396)
- Faretrio † (396-404)
- Archelao † (404-431)
- Firmo † (431-438 falleció)
- Talassio I † (438 - 452)
- Alipio † (mencionado en 458)[9]
- Talassio II † (mencionado en 469)
- Alipo † (mencionado en 513)
- Areta I † (mencionado en 518)
- Elia † (mencionado en 530 circa)
- Soterio † (antes de 535-después de 536)
  - Teodoro Ascida † (538-550) (obispo monofisita)
- Areta II † (mencionado en 550)
- Soterico † (mencionado en 553)
- Teocrito † (mencionado en 560 circa)
- Andrea † (circa del siglo VII)[10]
- Filalete † (mencionado en 681)
- Ciriaco † (mencionado en 691)
- Agapio † (antes de 792-después de 787)
- Nicola † (mencionado en 806)
- Tommaso † (mencionado en 812)
- Euschemone I † (antes de 857-después de 859)
- Eutimio † (circa 865-?)[11]
- Paolo † (mencionado en 867)
- Procopio † (mencionado en 879)
- Teofane I † (mencionado en 886)
- Euschemone II † (mencionado en 889)
- Areta III † (mencionado en 910)
- Basilio II † (antes de 912-después de 918)
- Teofane II Cerino † (antes de 928-933)
- Basilio III † (933-?)
- Areta IV † (mencionado en 945)
- Eusebio V † (mencionado en 950)
- Basilio IV † (950-después de 980)
- Anónimo † (siglo X-siglo XI)[12][13]

### Obispos de la sede titular
- Michel Hakim, B.S. † (13 de octubre de 1980-1 de septiembre de 1984 nombrado eparca de San Salvador en Montreal)[14]